# Armando Antonio Ortiz Aguirre
Armando Antonio Ortiz Aguirre (Guanajuato, 17 de febrero de 1952) es un sacerdote católico y desde noviembre de 2013 es el IV obispo de la diócesis de Ciudad Lázaro Cárdenas en el estado de Michoacán nombrado por el papa Francisco.